# Banswara
Banswara este un oraș din districtul Banswara, India.